# Patrik Forsén
Patrik Wilhelm Forsén, född 25 mars 1984 i Täby, är en svensk politiker. Han var tidigare ordförande för Nationaldemokratisk Ungdom (NDU), och var en av grundarna till, och talesman 2010-2015 för, Nordisk Ungdom.

## Tiden i Nationaldemokraterna
Patrik Forsén var tidigare aktiv i partiet Nationaldemokraterna och var ordförande för Nationaldemokratisk Ungdom 2006-2007. Han lämnade Nationaldemokraterna i juni 2007 efter att ha kritiserat partiets ledning för maktfullkomlighet.
Forsén inträdde i opinionsbildaren Jonas De Geers ställe i en debatt på Hornstulls bibliotek 2018 med Stina Oscarson som moderator. Rubriken för samtalet var All makt utgår från folket. Eller? Evenemanget ledde till omfattande kritik mot Oscarson och biblioteksledningen, men fick också stöd från olika håll som ett försök att bryta det alltmer polariserade debattklimatet.